# Eksplozija znanja
Eksplozija znanja ili eksplozija informacija označava proces pri kojim se se količina informacija u društvu znanja u odnosu na druga područja društvenog i ekonomskog poretka povećava nesrazmjerno. Ova se izjava prije svega odnosi na količinu a ne na kvalitetu novonastalih informacija.
U subjektivnim pogledu pojedinac može smatrati svoju izloženost poplavi informacijama u kojoj mu čini manje problema dostupnost informacija, ili znanja, nego primjena odgovarajućih informacija filtaranje ili mogućnost sortiranja relevantnog materijala.
Preplavljenost informacijama otežava pronalazak točnih i važnih informacija. Upravljanje znanjem se bavi pronalaskom rješenja tog problema.

### Rast broja znanstvenika
Broj osoba sa znanstvenim i tehničkim obrazovanjem (prema Marxu i Grammu 1994./2002.):
- sredinom 17. stoljeća: <1 milijun
- 1850. – 1950.: povećanje s 1 na 10 milijuna
- 1950. – 2000.: povećanje s 10 na 100 milijuna.

## Vanjske poveznice
- Društvo izgubljenoga znanja[neaktivna poveznica]